# Delmar (Delaware)
Delmar è una città degli Stati Uniti, situata nella Contea di Sussex, nello Stato del Delaware. Secondo il censimento del 2000 la popolazione era di 1 407 abitanti. Fa parte dell'area micropolitana di Seaford. Inoltre è situata perfettamente sul confine fra Delaware e Maryland, lungo la cosiddetta Transpeninsular Line. Il suo motto infatti è The Little Town Too Big for One State ("La piccola città troppo grande per uno stato"). Le città condividono l'amministrazione, la polizia e il dipartimento dei lavori.

## Geografia fisica
Secondo i rilevamenti dello United States Census Bureau, la città di Delmar si estende su una superficie totale di 2,4 km², tutti quanti occupati da terre.

## Popolazione
Secondo il censimento del 2000, a Delmar vivevano 1 407 persone, ed erano presenti 344 gruppi familiari. La densità di popolazione era di 634 ab./km². Nel territorio comunale si trovavano 595 unità edificate. Per quanto riguarda la composizione etnica degli abitanti, il 74,77% era bianco, il 20,82% era afroamericano, lo 0,43% era nativo, e l'1,28% era asiatico. Il restante 2,70% della popolazione appartiene ad altre razze o a più di una. La popolazione di ogni razza proveniente dall'America Latina corrisponde al 2,13% degli abitanti.
Per quanto riguarda la suddivisione della popolazione in fasce d'età, il 26,6% era al di sotto dei 18, il 7,1% fra i 18 e i 24, il 26,0% fra i 25 e i 44, il 19,0% fra i 45 e i 64, mentre infine il 21,3% era al di sopra dei 65 anni di età. L'età media della popolazione era di 37 anni. Per ogni 100 donne residenti vivevano 78,8 maschi.

## Istruzione
- Delmar Senior High School